# Martin Halle
Martin Halle (16 oktober 1981) is een Deens voetballer die voor AC Horsens speelt.

## Carrière
- 1985-1994: Brabrand IF (jeugd)
- 1994-1999: Aarhus GF (jeugd)
- 1999-2000: Aarhus GF
- 2000-2004: FC Århus
- 2003-2004: FC Midtjylland (op huurbasis)
- 2004- nu: AC Horsens